# راكدة بيلية
راكدة بيلية (الاسم العلمي: Acinetobacter baylyi) هي نوع من البكتيريا يتبع جنس الراكدة من الفصيلة الموراكسيلية.